# Алегорія Антверпена як покровителька художників

Алегорія Антверпена як покровителька художників ( англ. Antwerp, Nourishing the Painters) — картина алегоричного характеру, котру створив фламандський художник Теодор Буйєрманс (1620-1678).

## Буйєрманс і ідейна програма картини
Не всі сторінки життя Теодора Буйєрманса достеменно відомі. Так, припущеннями залишаються його учнівство у Антоніса ван Дейка та його стажування у Італії. 
Збережені картини художника створені під помітним впливом творів Пітера Пауля Рубенса. Але вони інакші за характером, незважаючи на подібну стилістику і натюрмортні додатки. В них помітно менше динаміки і гри з швидкими мазками, в них збільшуються риси заспокоєності і своєрідного антревпенського академізму, канонізації певних рис, що переходять з одної картини у другу.
Теодор Буйєрманс створив картину «Алегорія Антверпена як покровителька художників» для окраси зали засідань Художньої академії у Антверпені, заснованої і відкритої 1663 року. Він робив це за прикладом ще одного антверпенського митця, котрим був Якоб Йорданс. Останній ( майстер декоративного живопису ) подарував для декорування залу Художньої академії два художніх плафони .
В картині Теодора Буйєрманса була певна ідеологічна програма, бо він намагався оспівати на манер барокової оди уславлене художнє минуле міста Антверпен як відомого центру бароко в краї. Пройшло більше двадцяти років з дня смерті Рубенса і ван Дейка, тому митець навіть їх подав як легендарні постаті, що з небуття спостерігають за новими учнями.

## Опис твору
Під склепінням умовного і відкритого павільйону воссідає царственна жінка в багатому вбранні, гідного лише уславленим особам. Її оточують талановитий учень-юнак, що демонструє царственій жінці свій черговий твір. Вказівкою на незвичний, високий статус жінки є зображення бога часу Хроноса, що підводить до неї малюків як уособлення нових безгрішних душ. Царственна жінка уособлює саме місто Антверпен як відомий центр мистецтва, котрим став Антверпен з давніх-давен. З-за колони павільйону за новими учнями спостерігають Пітер Пауль Рубенс і Антоніс ван Дейк, авторитетні митці першої половини 17 століття. Біля колони скупчились малюки, що завзято опановують малювання. Поряд із ними — зображення мавпи як уособлення іронії і натяк на безталанних і лінивих.
Біля ніг алегорії Антверпена зручно розташувалась алегорія річки Шельди у вигляді старця-бороданя, доволі типова істота історичного живопису доби бароко.

## Фрагменти картини

Теодор Буйєрманс. П.П. Рубенс і Антоніс ван Дейк спостерігають за новими учнями
Теодор Буйєрманс.Алегорія Антверпена у оточенні живопису і бога часу Хроноса
Теодор Буйєрманс. Алегорія річки Шельди біля ніг Антверпена
Теодор Буйєрманс. Іронічне зображення мавпи як натяк на безталанних учнів